# Waltteri Immonen
Pour les articles homonymes, voir Immonen.
Waltteri Immonen (né le 3 avril 1967 à Helsinki en Finlande) est un joueur professionnel finlandais de hockey sur glace devenu entraîneur. Il évolue au poste de défenseur. Il est le frère du joueur Santeri Immonen.

## Biographie

### Carrière en club
Formé au Jokerit Helsinki, il débute en senior en 1987 dans la I divisioona, le deuxième niveau national. Deux ans plus tard, l'équipe accède à la SM-liiga. Il remporte la Coupe d'Europe 1994-1995 et la SM-liiga 1992, 1994, 1996 et 1997 avec le Jokerit. Il met un terme à sa carrière en 1999 et devient entraîneur. Son numéro 24 a été retiré par le Jokerit, où il a évolué durant toute sa carrière professionnelle.

### Carrière internationale
Il représente la Finlande au niveau international.

## Trophées et honneurs personnels

### Mestis
- 1989 : nommé joueur avec le meilleur esprit sportif.

### SM-liiga
- 1992 : remporte le Trophée Matti-Keinonen.
- 1996 : remporte le Trophée Raimo-Kilpiö.

## Statistiques

### En club
| Saison    | Équipe           | Ligue        |    | Saison régulière | Saison régulière | Saison régulière | Saison régulière | Saison régulière |   | Séries éliminatoires | Séries éliminatoires | Séries éliminatoires | Séries éliminatoires | Séries éliminatoires |
| Saison    | Équipe           | Ligue        | PJ | B                | A                | Pts              | Pun              | PJ               | B | A                    | Pts                  | Pun                  |                      |                      |
| 1987-1988 | Jokerit Helsinki | I divisioona | 15 | 0                | 0                | 0                | 0                | -                | - | -                    | -                    | -                    |                      |                      |
| 1988-1989 | Jokerit Helsinki | I divisioona | 44 | 4                | 24               | 28               | 8                | -                | - | -                    | -                    | -                    |                      |                      |
| 1989-1990 | Jokerit Helsinki | SM-liiga     | 44 | 1                | 14               | 15               | 8                | -                | - | -                    | -                    | -                    |                      |                      |
| 1990-1991 | Jokerit Helsinki | SM-liiga     | 43 | 2                | 8                | 10               | 8                | -                | - | -                    | -                    | -                    |                      |                      |
| 1991-1992 | Jokerit Helsinki | SM-liiga     | 44 | 3                | 11               | 14               | 2                | 10               | 3 | 4                    | 7                    | 4                    |                      |                      |
| 1992-1993 | Jokerit Helsinki | SM-liiga     | 48 | 3                | 15               | 18               | 10               | 3                | 0 | 1                    | 1                    | 0                    |                      |                      |
| 1993-1994 | Jokerit Helsinki | SM-liiga     | 45 | 5                | 16               | 21               | 14               | 12               | 1 | 4                    | 5                    | 4                    |                      |                      |
| 1994-1995 | Jokerit Helsinki | SM-liiga     | 50 | 6                | 18               | 24               | 16               | 11               | 1 | 2                    | 3                    | 4                    |                      |                      |
| 1995-1996 | Jokerit Helsinki | SM-liiga     | 50 | 5                | 21               | 26               | 10               | 11               | 1 | 3                    | 4                    | 2                    |                      |                      |
| 1996-1997 | Jokerit Helsinki | SM-liiga     | 49 | 4                | 11               | 15               | 14               | 9                | 0 | 3                    | 3                    | 2                    |                      |                      |
| 1997-1998 | Jokerit Helsinki | SM-liiga     | 26 | 3                | 4                | 7                | 6                | 8                | 0 | 0                    | 0                    | 0                    |                      |                      |
| 1998-1999 | Jokerit Helsinki | SM-liiga     | 53 | 0                | 5                | 5                | 4                | 3                | 0 | 0                    | 0                    | 0                    |                      |                      |

### En équipe nationale
| Année | Compétition          |   | PJ | B | A | Pts | Pun | +/-               |  | Résultat |
| 1992  | Championnat du monde | 8 | 1  | 0 | 1 | 0   | +4  | Médaille d'argent |  |          |
| 1993  | Championnat du monde | 1 | 0  | 0 | 0 | 0   | 0   | Septième place    |  |          |
| 1994  | Championnat du monde | 4 | 2  | 2 | 4 | 0   | +5  | Médaille d'argent |  |          |